# Llista de topònims de Torrent (Baix Empordà)
Llista de topònims (noms propis de lloc) del municipi de Torrent, al Baix Empordà
Informació actualitzada per un bot. Els canvis manuals es perdran quan s'actualitzi!

## església
| imatge | Nom                    | Ubicat a | instància de     | Detalls                     | coordenades                                                         | Protecció                                  | Commons (més fotos)    | Dades a WD                    |
| ------ | ---------------------- | -------- | ---------------- | --------------------------- | ------------------------------------------------------------------- | ------------------------------------------ | ---------------------- | ----------------------------- |
|        | Sant Llop              | Torrent  | església capella |                             | 41° 56′ 38″ N, 3° 07′ 05″ E / 41.944°N,3.118°E                      |                                            |                        | Modifica les dades a Wikidata |
|        | Sant Vicenç de Torrent | Torrent  | església         | Estil: arquitectura barroca | 41° 57′ 08″ N, 3° 07′ 38″ E / 41.9521°N,3.12715°E                   | bé integrant del patrimoni cultural català | Sant Vicenç de Torrent | Modifica les dades a Wikidata |
|        | Santa Rosa             | Torrent  | església capella |                             | 41° 57′ 46″ N, 3° 07′ 21″ E / 41.9626720469986°N,3.12237827999535°E |                                            |                        | Modifica les dades a Wikidata |

## masia
| imatge | Nom                    | Ubicat a | instància de     | Detalls                     | coordenades                                                         | Protecció                                  | Commons (més fotos) | Dades a WD                    |
| ------ | ---------------------- | -------- | ---------------- | --------------------------- | ------------------------------------------------------------------- | ------------------------------------------ | ------------------- | ----------------------------- |
|        | Ca l'Isern             | Torrent  | masia            |                             | 41° 57′ 08″ N, 3° 07′ 47″ E / 41.9522882055545°N,3.12974263167071°E |                                            |                     | Modifica les dades a Wikidata |
|        | Ca l'Oller             | Torrent  | masia            |                             | 41° 56′ 53″ N, 3° 07′ 32″ E / 41.9479244405168°N,3.12569204510867°E |                                            |                     | Modifica les dades a Wikidata |
|        | Ca l'Àngel             | Torrent  | masia            |                             | 41° 57′ 33″ N, 3° 07′ 29″ E / 41.9591570033341°N,3.12462808505281°E |                                            |                     | Modifica les dades a Wikidata |
|        | Can Blanco             | Torrent  | masia            |                             | 41° 56′ 37″ N, 3° 06′ 49″ E / 41.9436588746622°N,3.11355926060116°E |                                            |                     | Modifica les dades a Wikidata |
|        | Can Cantó              | Torrent  | masia            |                             | 41° 56′ 52″ N, 3° 08′ 07″ E / 41.9477423836164°N,3.13530737720732°E |                                            |                     | Modifica les dades a Wikidata |
|        | Can Carreres           | Torrent  | masia            |                             | 41° 57′ 37″ N, 3° 07′ 11″ E / 41.9603781480659°N,3.11970703097161°E |                                            |                     | Modifica les dades a Wikidata |
|        | Can Dalmai             | Torrent  | masia            |                             | 41° 57′ 16″ N, 3° 07′ 06″ E / 41.954533°N,3.118344°E                |                                            |                     | Modifica les dades a Wikidata |
|        | Can Dam                | Torrent  | masia            |                             | 41° 57′ 10″ N, 3° 08′ 17″ E / 41.9527019856653°N,3.13792407671145°E |                                            |                     | Modifica les dades a Wikidata |
|        | Can Figa               | Torrent  | masia casa forta | Estil: arquitectura popular | 41° 57′ 34″ N, 3° 07′ 30″ E / 41.9594°N,3.125°E                     | bé integrant del patrimoni cultural català |                     | Modifica les dades a Wikidata |
|        | Can Jaume              | Torrent  | masia            |                             | 41° 57′ 15″ N, 3° 07′ 57″ E / 41.9543025685924°N,3.13249778596577°E |                                            |                     | Modifica les dades a Wikidata |
|        | Can Joanals            | Torrent  | masia            |                             | 41° 57′ 34″ N, 3° 07′ 30″ E / 41.9595168650774°N,3.1250028656063°E  |                                            |                     | Modifica les dades a Wikidata |
|        | Can López              | Torrent  | masia            |                             | 41° 56′ 42″ N, 3° 06′ 49″ E / 41.9448838267876°N,3.11352524132828°E |                                            |                     | Modifica les dades a Wikidata |
|        | Can Mireneu            | Torrent  | masia            |                             | 41° 57′ 11″ N, 3° 07′ 35″ E / 41.9531297179348°N,3.126257301408°E   |                                            |                     | Modifica les dades a Wikidata |
|        | Can Mussol             | Torrent  | masia            |                             | 41° 56′ 55″ N, 3° 08′ 17″ E / 41.9484777617974°N,3.13797529585769°E |                                            |                     | Modifica les dades a Wikidata |
|        | Can Perals             | Torrent  | masia            |                             | 41° 57′ 18″ N, 3° 08′ 05″ E / 41.9550026502468°N,3.13459875900704°E |                                            |                     | Modifica les dades a Wikidata |
|        | Can Perer              | Torrent  | masia            |                             | 41° 57′ 04″ N, 3° 07′ 43″ E / 41.9511456145023°N,3.12861822339654°E |                                            |                     | Modifica les dades a Wikidata |
|        | Can Plaja              | Torrent  | masia            |                             | 41° 57′ 10″ N, 3° 07′ 48″ E / 41.9528644991772°N,3.12986445858951°E |                                            |                     | Modifica les dades a Wikidata |
|        | Can Ral                | Torrent  | masia            |                             | 41° 57′ 02″ N, 3° 07′ 31″ E / 41.9504377127731°N,3.12533502139233°E |                                            |                     | Modifica les dades a Wikidata |
|        | Can Reig               | Torrent  | masia            |                             | 41° 57′ 15″ N, 3° 07′ 30″ E / 41.9542478453195°N,3.12507703204229°E |                                            |                     | Modifica les dades a Wikidata |
|        | Can Sagrera            | Torrent  | masia            |                             | 41° 57′ 23″ N, 3° 07′ 33″ E / 41.9564987069763°N,3.1258295564969°E  |                                            |                     | Modifica les dades a Wikidata |
|        | Can Sixto              | Torrent  | masia            |                             | 41° 56′ 59″ N, 3° 07′ 47″ E / 41.9497933300141°N,3.12974963777637°E |                                            |                     | Modifica les dades a Wikidata |
|        | Can Terradetes         | Torrent  | masia            |                             | 41° 56′ 17″ N, 3° 07′ 36″ E / 41.9380971379057°N,3.12654128460833°E |                                            |                     | Modifica les dades a Wikidata |
|        | Can Vidal de Llobatera | Torrent  | masia            |                             | 41° 56′ 40″ N, 3° 07′ 17″ E / 41.9444524889764°N,3.12136622937864°E |                                            |                     | Modifica les dades a Wikidata |
|        | Can Vila-seca          | Torrent  | masia            |                             | 41° 56′ 36″ N, 3° 06′ 48″ E / 41.9432536668177°N,3.11346202950978°E |                                            |                     | Modifica les dades a Wikidata |
|        | Mas Busqueta           | Torrent  | masia            |                             | 41° 56′ 40″ N, 3° 08′ 00″ E / 41.9444°N,3.13332°E 43 msnm           |                                            |                     | Modifica les dades a Wikidata |
|        | Mas Caner              | Torrent  | masia            |                             | 41° 56′ 36″ N, 3° 07′ 47″ E / 41.943308403502°N,3.12980887346611°E  |                                            |                     | Modifica les dades a Wikidata |
|        | Mas Cantó              | Torrent  | masia            |                             | 41° 57′ 35″ N, 3° 07′ 37″ E / 41.9596947875049°N,3.12701842068328°E |                                            |                     | Modifica les dades a Wikidata |
|        | Mas Isern              | Torrent  | masia            |                             | 41° 57′ 17″ N, 3° 07′ 40″ E / 41.9547582654079°N,3.12776878783993°E |                                            |                     | Modifica les dades a Wikidata |
|        | Mas d'en Gou           | Torrent  | masia            |                             | 41° 57′ 40″ N, 3° 08′ 16″ E / 41.9610965285867°N,3.13770083048887°E |                                            |                     | Modifica les dades a Wikidata |
|        | el Rostoll             | Torrent  | masia            |                             | 41° 56′ 57″ N, 3° 07′ 24″ E / 41.9492059083617°N,3.12337805714003°E |                                            |                     | Modifica les dades a Wikidata |

## Misc
| imatge | Nom                                    | Ubicat a | instància de                                                                   | Detalls                                                                    | coordenades                                                                                                   | Protecció                                            | Commons (més fotos)             | Dades a WD                    |
| ------ | -------------------------------------- | -------- | ------------------------------------------------------------------------------ | -------------------------------------------------------------------------- | --- | ---------------------------------------------------- | ------------------------------- | ----------------------------- |
|        | Corral Creixell                        | Torrent  | granja                                                                         |                                                                            | 41° 57′ 15″ N, 3° 08′ 39″ E / 41.9541533343126°N,3.14422569100434°E                                           |                                                      |                                 | Modifica les dades a Wikidata |
|        | Dòlmen del Cementiri dels Moros        | Torrent  | dolmen                                                                         |                                                                            | 41° 57′ 39″ N, 3° 06′ 59″ E / 41.960706°N,3.116347°E 101 msnm                                                 | bé integrant del patrimoni cultural català           | Dòlmen de Puig Roig             | Modifica les dades a Wikidata |
|        | Llentiscle de Torrent                  | Torrent  | arbre singular                                                                 | Taxon: llentiscle (Pistacia lentiscus) Ample: 8m Alt: 5.5m Perímetre: 1.9m | 41° 56′ 45″ N, 3° 07′ 24″ E / 41.94586°N,3.12345°E ca:Prop de l'encreuament de la C-255 amb la GI-652 70 msnm | arbre monumental                                     | Llentiscle de Torrent d'Empordà | Modifica les dades a Wikidata |
|        | Pont Vermell                           | Torrent  | pont                                                                           |                                                                            | 41° 56′ 38″ N, 3° 07′ 28″ E / 41.9438547384001°N,3.12445351120395°E                                           |                                                      |                                 | Modifica les dades a Wikidata |
|        | Portal de la Muralla                   | Torrent  | porta de ciutat                                                                |                                                                            | 41° 57′ 07″ N, 3° 07′ 40″ E / 41.9520203571275°N,3.12764266328033°E                                           |                                                      |                                 | Modifica les dades a Wikidata |
|        | Torrent                                | Torrent  | entitat singular de població ens local històric de Catalunya capital municipal | 174 hab                                                                    | 41° 57′ 09″ N, 3° 07′ 37″ E / 41.95243°N,3.12684°E 42 msnm                                                    |                                                      |                                 | Modifica les dades a Wikidata |
|        | Torrentí                               | Torrent  | veïnat                                                                         |                                                                            | 41° 57′ 34″ N, 3° 07′ 33″ E / 41.959544°N,3.1258215°E                                                         |                                                      |                                 | Modifica les dades a Wikidata |
|        | casa consistorial de Torrent d'Empordà | Torrent  | casa consistorial                                                              |                                                                            | 41° 57′ 07″ N, 3° 07′ 42″ E / 41.951861111111114°N,3.1281944444444445°E                                       |                                                      |                                 | Modifica les dades a Wikidata |
|        | castell de Torrent                     | Torrent  | castell                                                                        | 14th century                                                               | 41° 57′ 07″ N, 3° 07′ 39″ E / 41.951944°N,3.127583°E ca:Plaça Major, Torrent 41 msnm                          | bé d'interès cultural bé cultural d'interès nacional | Castell de Torrent              | Modifica les dades a Wikidata |